# Erin Broderick
Erin Broderick (New Fairfield (Fairfield County), 25 november 1985) is een Amerikaans actrice.

## Carrière
Broderick begon in 1998 met acteren in de film Black Dog, waarna zij nog meerdere rollen speelde in films en televisieseries. Zij is vooral bekend als Maureen Stabler in de televisieserie Law & Order: Special Victims Unit waar zij in 13 afleveringen speelde (1999-2007).

## Filmografie

### Films
- 2008 Return to Sleepaway Camp - als Karen
- 2001 The Flamingo Rising - als Grace Knight
- 1998 Black Dog - als Tracy

### Televisieseries
- 1999-2007 Law & Order: Special Victims Unit - als Maureen Stabler - 13 afl.

- International Standard Name Identifier: 0000 0000 8757 5528
- Library of Congress Control Number: no2010135342
- Virtual International Authority File: 127092547
- WorldCat: E39PBJjtffQHFTjyqvDdbmf6rq